# Hyperepia jugifera
Hyperepia jugifera är en fjärilsart som beskrevs av Dyar 1920. Hyperepia jugifera ingår i släktet Hyperepia och familjen nattflyn. Inga underarter finns listade i Catalogue of Life.